# Die Prinzessin und der Affe

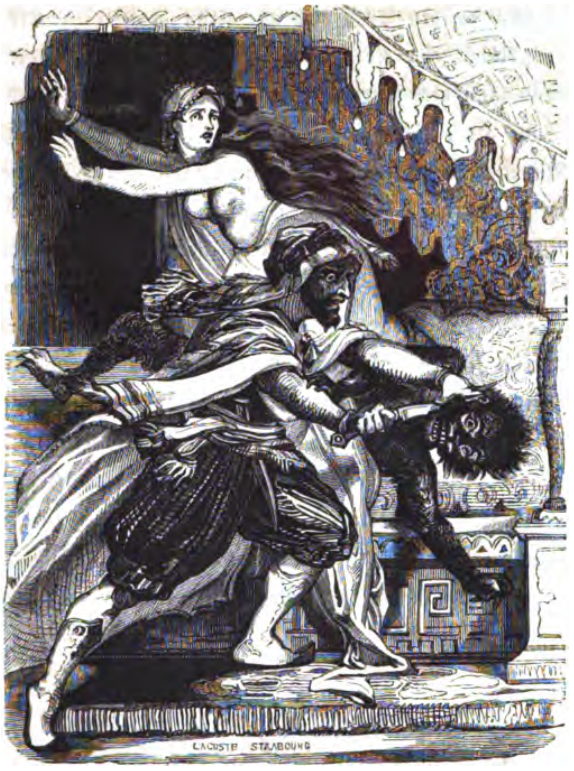
Die Prinzessin und der Affe werden beim Beischlaf überrascht. Zeichnung von Friedrich Groß, 1841.

Die Prinzessin und der Affe, auch Die Königstochter und der Affe, ist eine mystisch-pornografische Erzählung aus den Geschichten aus Tausendundeiner Nacht. Sie wird in der Arabian Nights Encyclopedia als ANE 102 gelistet.
Die Erzählung berichtet von einer Prinzessin, die zur Befriedigung ihre exzessiven sexuellen Lust mit einem Affen Geschlechtsverkehr ausübt (→ Zoophilie).

## Handlung
Einst hatte ein Sultan eine Tochter, die sich in einen schwarzen Sklaven verliebt und an ihn ihre Jungfräulichkeit verloren hatte. Als sie voneinander getrennt wurden, konnte sie weder ihre Trauer noch ihre Lust ertragen, woraufhin sie ihren Kammerfrauen gegenüber erwähnte, dass niemand ihre Lust so gut stillen könne, wie ein Affe. Eines Tages kam ein Gaukler mit einem großen Affen vorbeikam, woraufhin sich die Prinzessin entschleierte und dem Affen zuwinkte. Dieser riss sich von seinen Fesseln los und kletterte in das Zimmer der Prinzessin, wo sie den Affen verbarg, versorgte und mit ihm schlief.
Als der Vater der Prinzessin davon hörte, wollte er sie töten. Doch das Mädchen erfuhr rechtzeitig davon und floh als Mamluke verkleidet mit dem Affen nach Kairo, wo sie sich in einem Haus am Rand der Wüste niederließen. Sie kaufte täglich bei einem jungen Fleischer ein, der ihr irgendwann folgte und so ihr Geheimnis erfuhr. Als der Affe ihn angriff, tötete der Fleischer ihn mit einem Messer. Die Prinzessin war entsetzt und flehte den Mann an, sie ebenfalls zu töten, doch stattdessen bot der Fleischer ihr die Ehe an, um ihre Lust zu befriedigen. Schließlich ging die Prinzessin auf das Angebot ein.
Doch der junge Mann war nicht imstande die unersättliche sexuelle Lust seiner Gattin zu stillen und suchte Rat bei einer Alten, die ihm erklärte, dass sie das Leiden seiner Frau heilen könne. Sie bereitete einen Trank in einem großen Kessel vor und befahl dem Mann mit seiner Frau zu schlafen, bis diese in Ohnmacht fiel. Daraufhin brachte ihr Mann sie zu der Alten und hielt ihren Leib über den dampfenden Kessel. Der Dampf drang in die Frau ein und aus ihrem Schoss fielen ein schwarzer und ein gelber Wurm heraus. Die Alte erklärte, dass der eine schwarze Wurm mit dem schwarzen Sklaven gezeugt worden war, der gelbe Wurm mit dem Affen. Als die Prinzessin wieder erwachte, war ihre exzessive sexuelle Lust jedoch geheilt. Danach führte sie mit ihrem Mann das schönste Leben und beide blieben der alten Frau in Freundschaft tief verbunden, bis der Tod sie voneinander trennte.

## Hintergrund

### Textquelle
Die Geschichte findet sich in den ägyptischen Manuskripten und einigen der frühen arabischen Druckeditionen von Tausendundeine Nacht. Auf die Kalkutta-II-Edition griffen Richard Francis Burton und Enno Littmann zurück. Nach Ansicht von Rachid Bazzi zeigt die Geschichte Ähnlichkeiten zu Erzählungen in den Büchern al-Faradsch ba'd al-schidda und Nischwar al-muhadara von al-Tanukhi (gest. 994). Auch die Geschichte von der Frau mit dem Bären (ANE 101) zeigt ähnliche Muster. Ein Affe als Sexualpartner wird auch in der Geschichte Das Mädchen, das von einem Affen vergewaltigt wurde (ANE 381) erwähnt.

### Wissenswertes
In volkstümlichen Vorstellungen des Orients gilt der Affe als eine Erscheinungsform des Teufels.

## Ausgaben
- Enno Littmann: Die Erzählungen aus den tausendundein Nächten, Insel Verlag, Frankfurt 1968 (Erstausgabe 1922–1928), 6 Bände (Kalkutta-II-Edition), Band 3, S. 347–350.